# Tuluceşti
Tuluceşti é uma comuna romena localizada no distrito de Galaţi, na região de Moldávia. A comuna possui uma área de 72.24 km² e sua população era de 7579 habitantes segundo o censo de 2007.